# Kiss Chronicles: 3 Classic Albums
Esta nueva presentación de los tres primeros álbumes de Kiss es esencialmente idéntica a la de The Originals (que fue lanzado en 1976), excepto en formato de CD y con diferente embalaje.

## Lista de canciones
Disco 01 - Kiss
- 1. "Strutter" (3:10) - Stanley/Simmons
- 2. "Nothin' to Lose" (3:26) - Stanley
- 3. "Firehouse" (3:18) - Simmons
- 4. "Cold Gin" (4:21) - Frehley
- 5. "Let Me Know" (2:58) - Stanley
- 6. "Kissin' Time" (3:52) - Mann & Lowe
- 7. "Deuce" (3:05) - Simmons
- 8. "Love Theme from KISS" (2:24) - Stanley/Simmons/Frehley/Criss
- 9. "100,000 Years" (3:22) - Stanley/Simmons
- 10. "Black Diamond" (5:11) - Stanley

Disco 02 - Hotter Than Hell
- 1. "Got to Choose" (3:52) - Stanley
- 2. "Parasite" (3:01) - Frehley
- 3. "Goin' Blind" (3:34) - Simmons/Coronel
- 4. "Hotter Than Hell" (3:30) - Stanley
- 5. "Let Me Go, Rock 'n' Roll" (2:16) - Stanley/Simmons
- 6. "All the Way" (3:17) - Simmons
- 7. "Watchin' You" (3:45) - Simmons
- 8. "Mainline" (3:50) - Stanley
- 9. "Comin' Home" (2:37) - Stanley/Frehley
- 10. "Strange Ways" (3:17) - Frehley

Disco 03 - Dressed to Kill
- 1. "Room Service" (2:59) - Stanley
- 2. "Two Timer" (2:48) - Simmons
- 3. "Ladies in Waiting" (2:32) - Simmons
- 4. "Getaway" (2:44) - Frehley
- 5. "Rock Bottom" (3:55) - Frehley, Stanley
- 6. "C'mon and Love Me" (2:59) - Stanley
- 7. "Anything for My Baby" (2:34) - Stanley
- 8. "She" (4:08) - Simmons/Coronel
- 9. "Love Her All I Can" (2:41) - Stanley
- 10. "Rock and Roll All Nite" (2:49) - Stanley/Simmons